# Padaczka częściowa ciągła
Padaczka częściowa ciągła (także zespół Kożewnikowa; łac. epilepsia partialis continua; EPC) – jednostka chorobowa objawiająca się długotrwałymi, ciągłymi, rytmicznymi napadami ruchowymi części lub połowy ciała (klonia, mioklonia). Skurcze mogą trwać, zależnie od przypadku, od kilku godzin, przez dni po lata. Często (w ponad połowie przypadków) pojawia się jako objaw zapalenia mózgu Rasmussena, jest też jednym z podstawowych objawów w tej chorobie. Nazwa upamiętnia rosyjskiego neurologa Aleksieja Kożewnikowa, który jako pierwszy opisał EPC w 1894 roku. Zgodnie z klasyfikacją Międzynarodowej Ligi Przeciwpadaczkowej EPC zaliczana jest do tzw. ogniskowych stanów padaczkowych.
Inaczej niż w wielu innych typach padaczki w EPC nie stwierdza się zaburzeń świadomości. U około 60 procent chorych poza napadami częściowymi prostymi występują także napady częściowe złożone oraz wtórnie uogólnione. EPC dotyka chorych niemal w każdym wieku, jednak szczególnie często występuje u osób starszych oraz u dzieci pomiędzy drugim a dziesiątym rokiem życia. W grupie poniżej 16 roku życia notuje się ok. jednej trzeciej wszystkich opisanych przypadków.
Etiologia choroby nie jest znana; możliwe, że napady są efektem innych chorób dotykających określonych pól korowych i jąder podkorowych w mózgu chorego. Według jednego z autorów w przeszło połowie przypadków zespół Kożewnikowa towarzyszy ostrym i przewlekłym zapaleniom mózgu, na przykład zespołowi Rasmussena (zależnie od źródła od 56 do nawet 92 procent przypadków tego zespołu), kleszczowemu zapaleniu mózgu, zespołom paraneoplastycznym czy infekcjom związanym z wirusem zespołu nabytego braku odporności. W mniejszej ilości przypadków EPC może występować jako objaw w zaburzeniach metabolicznych, w rodzaju choroby Alpersa, choroby Kufsa, nieketotycznej śpiączki hiperosmolalrnej czy encefalopatii wątrobowej lub nerkowej. W wielu wypadkach wskazuje się także na inne przyczyny, m.in. choroby mitochondrialne (zespół MERRF, zespół MELAS), przyczyny naczyniopochodne, ropnie, zmiany pourazowe, zmiany nowotworowe, choroby pasożytnicze, wady rozwojowe, chorobę Creutzfeldta-Jakoba czy stosowanie niektórych leków (antybiotyków z grupy penicylin, azlocyliny czy cefotaksymu).